# 安井英二

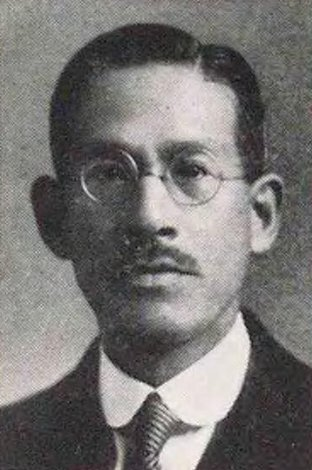
安井英二

安井 英二（やすい えいじ、1890年（明治23年）9月18日 - 1982年（昭和57年）1月9日）は、日本の内務官僚・政治家。岡山県知事・大阪府知事・文部大臣（第1次近衛内閣）・内務大臣兼厚生大臣（第2次近衛内閣）・神祇院総裁・貴族院議員などを歴任する。

## 人物
判事安井重三の次男として東京に生まれる。母は小原中上家に生まれ玉置奉悦医師の養女となった芳野。宇都宮中学、愛媛県立松山中学校、一高を経て、1916年（大正5年）に東京帝国大学を卒業後、内務省に入省。1918年（大正7年）警保局事務官となり、南原繁とともに労働組合法の草案作りを行い、1923年（大正12年）から1年間ドイツで調査を行った。その後、内務大臣秘書官（大臣官房文書課長兼務）、地方局行政課長として地方自治改革にあたる。この課程で政党内閣が政権維持のために知事の交替と頻繁に行い選挙を有利にしようとする「党弊」問題の壁にあたって以後強い政党批判を抱くようになり、以後、内務省革新官僚の先駆的存在の1人として安倍源基など次世代の内務官僚にも影響を与えた。1929年（昭和4年）7月に警保局保安課長に就任して、思想犯の取締を強化する一方で拷問の使用を厳しく禁じて彼らの体制側への転向を促す方針を採った。その後、岡山県知事・社会局労働局長を経て、1932年（昭和7年）に地方局長に就任して選挙粛正運動の推進にあたる。それを評価されて1935年（昭和10年）に大阪府知事に任命される。
1937年（昭和12年）には近衛文麿より文部大臣に任命された。当時、内務大臣には軍部の推挙により馬場鍈一が起用されていたが、大蔵省出身の馬場に対する不安を拭えなかった近衛が平泉澄や小倉正恒らの推挙を受けて馬場を補佐させる目的で安井を任命したと言われている。ところが、文部省においては、安井が自派の内務官僚を出向させて幹部に任じた事が反発を買い、更に二・二六事件関係者への恩赦を主張して近衛とも対立を深めたこと、近衛が政権基盤強化のために木戸幸一の入閣を希望したことによって、4ヶ月後には病気を理由として辞任することになった。だが、続いて馬場も病気辞任して、後任の末次信正（予備役海軍中将）の就任で振り出しに戻ってしまったために再度安井に内務省幹部の推挙を依頼され、馬場・末次両内相の幹部人事は安井推挙の革新派で固められることになった。だが、末次内相は幹部の統制に失敗したために省の政治力低下を招き、末次の後見人と見られた安井からは内務官僚の信頼が離れていくことになる。1938年（昭和13年）12月9日に安井は貴族院勅選議員に勅任された。
1940年（昭和15年）、新体制運動の完成を期して再度の組閣に臨んだ近衛は安井を内務大臣として起用、当初は後任が定まらなかった厚生大臣も兼務した。しかし末次内相時代の一件以来内務省における安井の人望は低下しており、その一方で省内では湯澤三千男や大達茂雄を推す動きも現れ、かつては安井派とみなされた官僚からも幹部就任を拒絶される。この話は昭和天皇にも伝わり内大臣の木戸幸一に憂慮の念を示している。安井は後の翼賛選挙につながる大政翼賛会による候補者推薦制の導入など、内務省の意向を汲み入れた政策を提言するが、大政翼賛会の位置付けを巡って挟間茂内務次官と対立し、更に新体制運動そのものに対する反感から内務省内での安井排斥の動きは収まらず、これに国体明徴声明との関連から運動に批判的な平沼騏一郎や既存の右翼も加わった。一方、近衛も新体制運動からの撤退を考えるようになり、安井の更迭を考慮するようになる。だが、木戸幸一・田辺治通・勝田主計といった後任候補者からは辞退され、最終的に平沼が後継内相となることが確定したためにわずか半年で更迭されることとなった。
その後1945年（昭和20年）には本土決戦に備えて大阪府知事に再任され、近畿地方総監を兼務するが、間もなく終戦。戦後の1946年（昭和21年）3月18日、貴族院議員を辞任し、公職追放となった。その後1958年（昭和33年）に国家公安委員に就任している。墓所は多磨霊園。

## 栄典
- 1921年（大正10年）7月1日 - 第一回国勢調査記念章[5]